# 赫普勒 (堪薩斯州)
赫普勒（英語：Hepler）是一個位於美國堪薩斯州克勞福德縣的城市。

## 地方資料
根據2020年美國人口普查的數據，赫普勒的面積為2.61平方千米，當中陸地面積為2.59平方千米，而水域面積為0.02平方千米。當地共有人口90人，而人口密度為每平方千米34.48人。